# Anna Stout

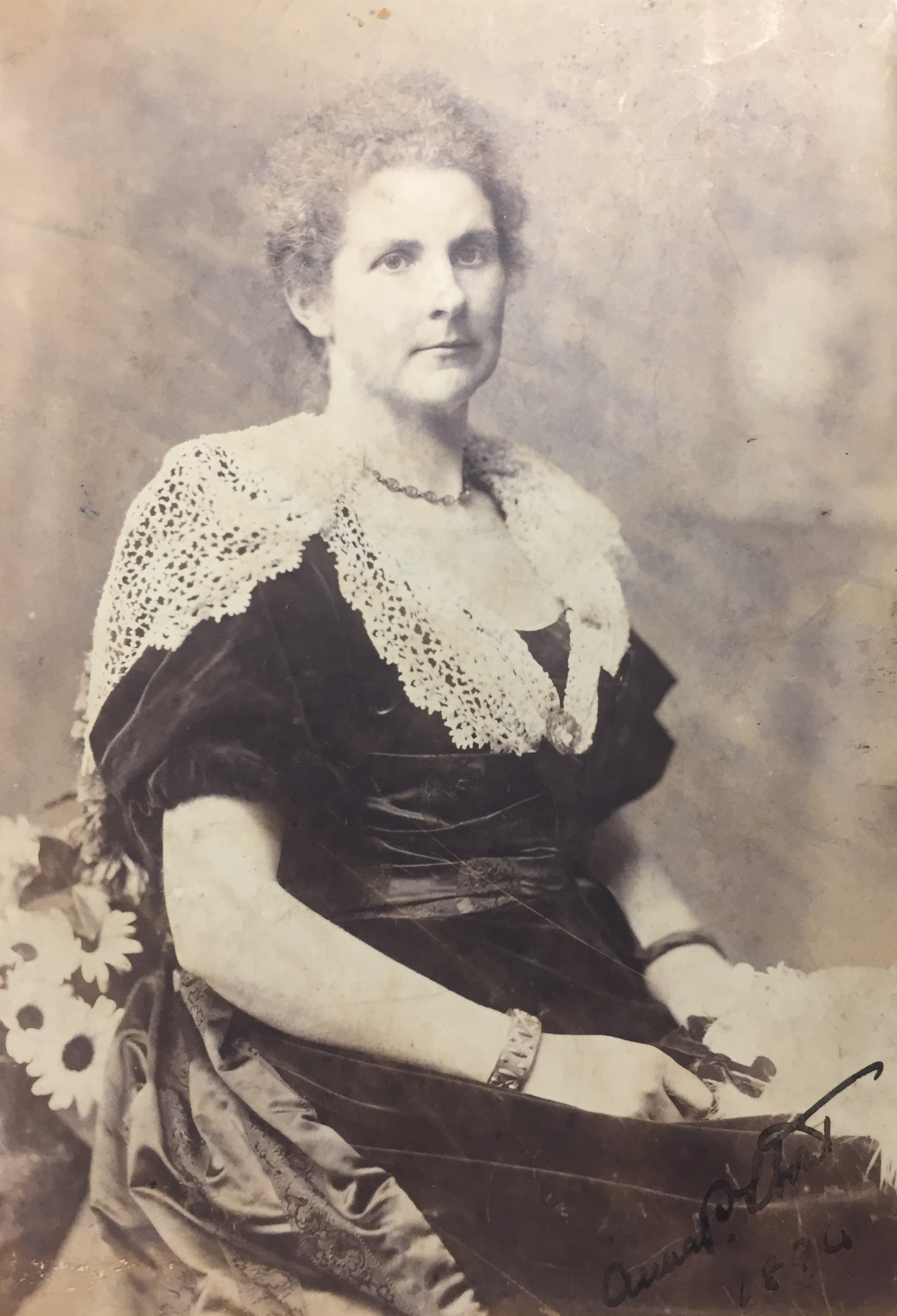
Anna Stout (ca. 1894)

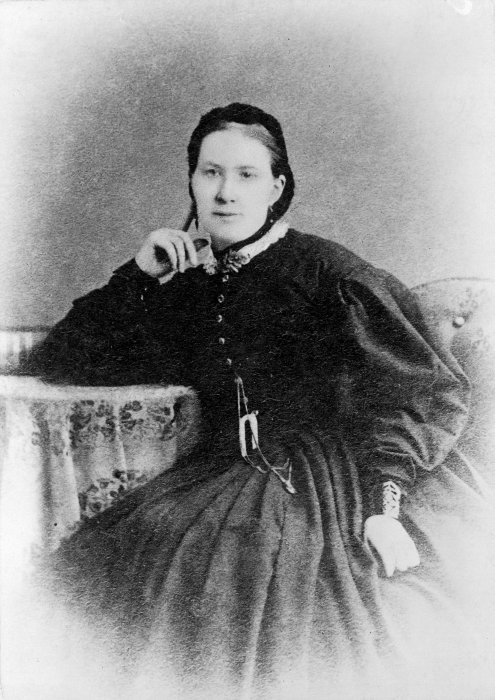
Anna Stout (ca. 1888)

Anna Paterson Stout, geb. Logan (* 29. September 1858 in Dunedin, Otago, Neuseeland; † 10. Mai 1931 in Hanmer Springs, Hurunui District, Canterbury, Neuseeland) war eine neuseeländische Suffragette und Frauenrechtlerin.

## Frühes Leben
Anna Paterson Logan wurde am 29. September 1858 als Tochter der Eheleute Jessie Alexander Pollock und John Logan in Dunedin geboren. Ihre Eltern, schottischer Abstammung und der Abstinenz- und der Freidenkerbewegung angehörig, hatten sich 1854 in Dunedin niedergelassen. Ihr Vater arbeitete seinerzeit als Angestellter des Superintendenten der damaligen Provinz Otago.
Als Anna 12 Jahre alt war, bewarb sie sich für die Aufnahme in die Girls' Provincial School und wurde nach einer Aufnahmeprüfung angenommen. Nach ihrem Schulabschluss lebte Anna zunächst zu Hause. Im Alter von 18 Jahren heiratete sie dann am 27. Dezember 1876 in Dunedin den 32-jährigen Rechtsanwalt und Mitglied des neuseeländischen Repräsentantenhauses, Robert Stout. Aus der Ehe gingen zwischen 1878 und 1894 sechs Kinder hervor.

## Engagement in der Frauenbewegung
Anna begleitete ihren Mann 1877 nach Wellington zu den Parlamentssitzungen und unterstützte ihn, als er im März 1878 zum Generalstaatsanwalt ernannt wurde. Auch unterstützte sie ihn in seiner politischen Karriere, als er von 1884 bis 1887 Premierminister war. Ihr Glaube war stark vom Agnostizismus ihres Mannes Robert beeinflusst.
Anna vertrat schon früh die Ansicht, dass Frauen die gleichen Rechte wie Männer haben sollten und ihnen die Möglichkeit gegeben werden sollte ihre intellektuellen Fähigkeiten voll entfalten zu können. Doch sie selbst hatte sich bisher durch ihre familiären Verpflichtungen selber in ihre Möglichkeiten eingeschränkt und nicht für die Frauenbewegung eingesetzt. Obwohl sie schon im Jahr 1885 der Women’s Christian Temperance Union of New Zealand beigetreten war, begann sie erst in den 1890er Jahren sich in der Frauenbewegung etwas stärker zu engagieren. Im April 1892 wurde sie dann zur Präsidentin der Women's Franchise League in Dunedin gewählt.

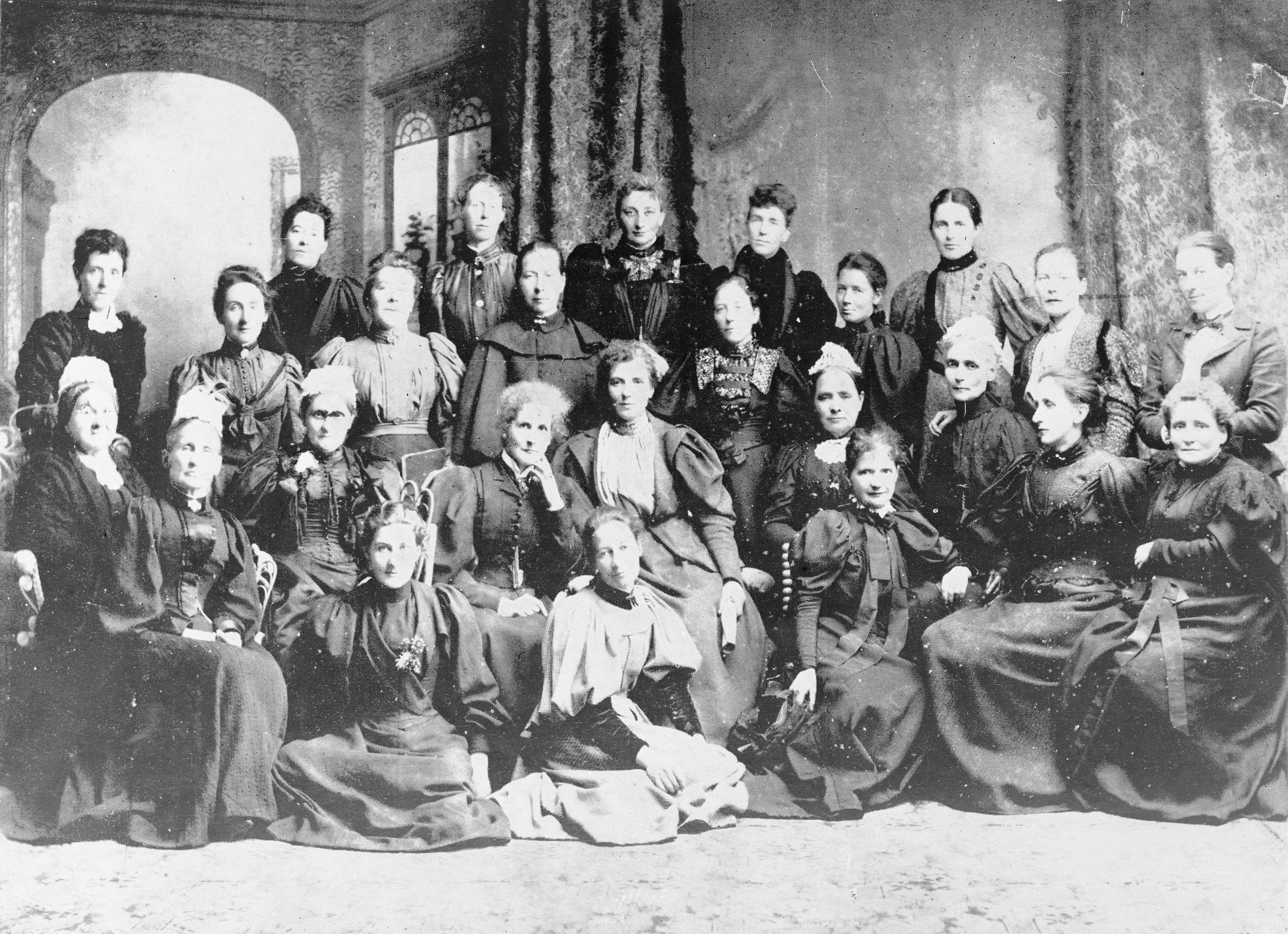
National Council of Women of New Zealand, Christchurch, 1896
Anna Stout, sitzende Reihe,
4. Person von links

Als 1896 in Christchurch der National Council of Women of New Zealand gegründet wurde, übernahm sie das Amt als stellvertretende Präsidentin zusammen mit Kate Sheppard als Präsidentin der neu gegründeten Organisation. Ein Jahr später kam es zu einem öffentlichen Streit über den Veranstaltungsort des Jahreskongresses der Organisation, der dazu führt, dass Anna dem Kongress fern blieb und damit ihre Position in der Organisation schwächte. Simpler Grund für den Disput war, dass der Vorstand das jährliche Treffen in Christchurch stattfinden lassen wollte und Anna sich für Wellington als Tagungsort einsetzte. 1896 nahm Anna als Vertreterin der Wellingtoner Southern Cross Society an einem Frauenkongress teil und beteiligte sich 1897 an der Gründung des Wellingtoner Zweigs der New Zealand Society for the Protection of Women and Children. Als 1899 ihr Mann Robert zum Chief Justice (Oberster Richter) des Landes ernannt wurde, wurde von Anna erwartet, dass sie sich in politischen und sozialen Fragen zurückhält.

## England
Ihr Schweigen dauerte bis in das Jahr 1909, als Anna mit ihrem Mann und einer ihrer Töchter nach England ging. Als ihr Mann 1910 nach Neuseeland zurückkehrte, blieb Anna noch zwei weitere Jahre. In der Zeit schloss sie sich der Women’s Social and Political Union (WSPU) an, einem militanten Flügel der britischen Frauenbewegung. Sie wurde eine Persönlichkeit in der britischen Frauenbewegung und ihre Artikel erschienen in den Magazinen Votes for Women und The Englishwoman und wurden in Flugblättern und Broschüren von zahlreichen Wahlrechtsvereinigungen genutzt. Sie beteiligte sich an Demonstrationsmärschen und hielt Reden in Hyde Park.

## Zurück nach Neuseeland
1912 ging Anna zurück nach Neuseeland und engagierte sich in zahlreichen Vereinen in Wellington, wie der English-Speaking Union, dem Wellington Pioneer Club, dem Wellington Lyceum Club, dem Wellington Women's Club und während des Krieges in der Women's National Reserve of New Zealand. 1917 beteiligte sie sich dann noch an der Wiederbelebung des National Council of Women und trat nach Ende des Ersten Weltkriegs in die Mitglied der League of Nations Union of New Zealand ein. In der Öffentlichkeit trat sie 1917 besonders durch ihr Engagement gegen eine Festlegung von häuslicher Ausbildung bei der Erziehung von Mädchen in Erscheinung und 1918 durch eine Protestkampagne gegen eine Polizeirazzia in einem Haus in Wellington und dem anschließenden Prozess gegen fünf Frauen, die angeblich ein Bordell betrieben hatten und die beteiligten Männer freigelassen wurden. 1922 ging sie aus Sorge mit einem Pamphlet an die Öffentlichkeit, dass nach dem vermehrten Auftreten von Geschlechtskrankheiten, Frauen wieder stigmatisiert werden.
In den 1920er Jahren verschlechterte sich Annas Gesundheitszustand und sie zog sich mehr und mehr aus der Öffentlichkeit zurück. Am 19. Juli 1930 verstarb ihr Mann Robert und sie folgte ihm in Hanmer Springs am 10. Mai 1931.